# Glaurung
Glaurung es un personaje ficticio que pertenece al legendarium del escritor británico J. R. R. Tolkien y que aparece en sus novelas póstumas El Silmarillion y Los hijos de Húrin, así como en el libro de relatos Cuentos inconclusos de Númenor y la Tierra Media. Es un dragón, primero de los urulóki y considerado el «padre de los dragones». Pertenece por tanto a una primera generación de estas bestias.
Es uno de los principales personajes de las Guerras de Beleriand, en varias de cuyas batallas participó al servicio de su creador Morgoth. Hasta después de la Nírnaeth Arnoediad, permaneció la mayor parte del tiempo oculto en la fortaleza de Angband.

## Descripción
Glaurung nunca fue descrito en su totalidad por Tolkien, pero sus esbozos implican que se trataba de un dragón de inmenso tamaño en su madurez, dotado de cuatro patas y sin alas, con la clásica capacidad de vomitar fuego y dotado de poderes mágicos, que utilizaba según parece a través de su mirada. No se revela de qué color era, aunque era llamado en ocasiones Glaurung el Dorado.

## Historia

### Primera aparición
La primera aparición de Glaurung se produce después de la Tercera Gran Batalla de Beleriand (Dagor Aglareb). Era el año 260 de la Primera Edad del Sol, y Glaurung era aún muy joven (posiblemente unos dos siglos, aunque se desconoce la fecha de su nacimiento). Los dragones crecen durante toda su vida, de forma que pueden tardar siglos en alcanzar una cierta madurez.
Como primero de los dragones urulóki (dragones con aliento de fuego), causó gran impresión entre sus enemigos, que jamás habían contemplado una bestia de este tipo. Sin embargo, superada la sorpresa inicial, Glaurung fue rechazado y puesto en fuga por un grupo de arqueros montados dirigidos por el príncipe noldo Fingon el Valiente. La batalla fue ganada por los elfos Noldor.
Tras esto, Glaurung permaneció encerrado durante doscientos años en la fortaleza de Angband, que se encontraba sitiada por los pueblos libres como resultado de su holgada victoria en la batalla Dagor Aglareb.

### Segunda aparición
Alcanzada cierta madurez, Glaurung se convirtió en una pieza clave de la siguiente gran batalla de Beleriand: la Dagor Bragollach (Batalla de la Llama Súbita, año 455). A pesar de ser un dragón muy primitivo, ya tenía un poder y una fuerza muy considerables.
Glaurung fue el líder de uno de los tres frentes de combate que lanzó Morgoth en esta batalla: el de este, encontrándose por tanto como enemigos a los elfos noldor de la casa de Fëanor. Al igual que en los otros dos frentes, Glaurung consiguió la victoria en su cometido, rompiendo las defensas y penetrando con sus fuerzas en Beleriand Este.
El halo de monstruosa leyenda que se forjó entre los habitantes de Beleriand en torno a la figura de este gran reptil comienza con estas acciones.

### Tercera aparición
En la quinta y última gran batalla de Beleriand antes de la Guerra de la Cólera, Glaurung acudió acompañado por un séquito de dragones menores. Participaron en el frente oriental de la batalla, donde se enfrentaron a los Naugrim (Enanos) de Belegost, únicos que fueron capaces de hacerles frente. El rey enano Azaghâl murió en combate contra Glaurung, aunque consiguió infligirle al dragón una herida que le obligó a retirarse del campo de batalla.

### Cuarta aparición
Después de que Túrin hiciera visible el reino de Nargothrond a sus enemigos, Morgoth envió un ejército para destruir la ciudad. Al frente de este ejército iba Glaurung, que venció a los elfos de Nargothrond en la planicie de Tumhalad, al norte de la ciudad. Posteriormente tomaron y saquearon la ciudad, estableciéndose Glaurung desde entonces en Nargothrond, rodeado de sus tesoros.

### Quinta aparición
Cuando Morwen y Niënor partieron de Doriath con Mablung hacia las ruinas de Nargothrond a buscar noticias de Túrin, Glaurung les salió al encuentro cuando llegan a la ciudad, matando a seis de los nueve elfos que partieron con Mablung y haciendo huir a los demás. Así Niënor subió como pudo a Amon Ethir y en la cima se encontró cara a cara con Glaurung, quien la despojó de su memoria. Mablung la encontró a ella y a tres elfos que sobrevivieron al ataque del dragón y se dirigieron a Doriath y cerca de allí una compañía de orcos los atacó y Niënor huyó, llegando así a Brethil.

### Sexta y última aparición
Varios años después, cuando Túrin se había refugiado en el bosque de Brethil bajo el nombre de Turambar y cuando su hermana Nienor, bajo un hechizo de amnesia de Glaurung, se había desposado con Turin bajo el nombre de Niniel, Glaurung decidió acabar con la familia Húrin y se dirigió al norte al bosque de Brethil. Allí encontró su fin a manos de Túrin y su espada Gurthang, no sin antes revelarles su error y provocar entonces que, al saber la verdad, Nienor se suicidara. 
Más tarde, Túrin, que tras matar a Glaurung había caído inconsciente, una vez recuperado, al enterarse de todo lo acontecido, también se suicidó arrojándose contra su propia espada, Gurthang.
- Datos: Q1631082